# Dimítrios Papadimulis
Dimítrios Papadimulis (en grec, Δημήτρης Παπαδημούλης; Atenes, 21 de març de 1955) és un polític grec. És eurodiputat de l'Esquerra Unitària Europea/Esquerra Verda Nòrdica. Va estudiar enginyeria a la Universitat Politècnica Nacional d'Atenes. Va ser eurodiputat entre 2004 a 2009, i ho torna a ser des de 2014. De 2009 a 2014 va ser diputat del Parlament Hel·lènic. L'1 de juliol de 2014 va ser nomenat un dels catorze vicepresidents simultanis del Parlament Europeu.